# Charcé-Saint-Ellier-sur-Aubance
Charcé-Saint-Ellier-sur-Aubance korábbi község Franciaország Loire mente régiójában, Maine-et-Loire megyében. 2016. december 15-én kilenc másik korábbi községgel egyesült és Brissac Loire Aubance új község része lett.
Lakosainak száma 797 fő (2018. január 1.). Charcé-Saint-Ellier-sur-Aubance Les Alleuds, Blaison-Saint-Sulpice, Brissac-Quincé, Chemellier, Saint-Saturnin-sur-Loire és Saulgé-l’Hôpital községekkel határos.

## Népesség
A település népességének változása:
| Lakosok száma | 307  | 449  | 487  | 574  | 628  | 771  | 769  | 772  | 787  | 797  |
|               | 1968 | 1975 | 1982 | 1990 | 1999 | 2011 | 2013 | 2015 | 2017 | 2018 |